# Lijst van voetbalinterlands België - Bulgarije
Deze lijst van voetbalinterlands is een overzicht van alle officiële voetbalwedstrijden tussen de nationale teams van België en Bulgarije. De landen hebben tot op heden veertien keer tegen elkaar gespeeld. De eerste ontmoeting, een vriendschappelijke wedstrijd, werd gespeeld in Sofia op 22 mei 1960. Het laatste duel, eveneens een vriendschappelijke wedstrijd, vond plaats op 19 mei 2010 in Brussel.

## Wedstrijden
| №  | Plaats   | Datum             | Competitie           | Wedstrijd          | Uitslag |
| -- | -------- | ----------------- | -------------------- | ------------------ | ------- |
| 1  | Sofia    | 22 mei 1960       | Vriendschappelijk    | Bulgarije – België | 4 – 1   |
| 2  | Brussel  | 24 december 1961  | Vriendschappelijk    | België – Bulgarije | 4 – 0   |
| 3  | Sofia    | 26 september 1965 | WK 1966 kwalificatie | Bulgarije – België | 3 – 0   |
| 4  | Brussel  | 27 oktober 1965   | WK 1966 kwalificatie | België – Bulgarije | 5 – 0   |
| 5  | Florence | 29 december 1965  | WK 1966 kwalificatie | België – Bulgarije | 1 – 2   |
| 6  | Brussel  | 28 april 1982     | Vriendschappelijk    | België – Bulgarije | 2 – 1   |
| 7  | Brussel  | 23 april 1986     | Vriendschappelijk    | België – Bulgarije | 2 – 0   |
| 8  | Brussel  | 19 november 1986  | EK 1988 kwalificatie | België – Bulgarije | 1 – 1   |
| 9  | Sofia    | 23 september 1987 | EK 1988 kwalificatie | Bulgarije – België | 2 – 0   |
| 10 | Brussel  | 27 maart 1999     | Vriendschappelijk    | België – Bulgarije | 0 – 1   |
| 11 | Sofia    | 16 augustus 2000  | Vriendschappelijk    | Bulgarije – België | 1 – 3   |
| 12 | Brussel  | 7 september 2002  | EK 2004 kwalificatie | België – Bulgarije | 0 – 2   |
| 13 | Sofia    | 7 juni 2003       | EK 2004 kwalificatie | Bulgarije – België | 2 – 2   |
| 14 | Brussel  | 19 mei 2010       | Vriendschappelijk    | België – Bulgarije | 2 – 1   |

## Samenvatting
| Competitie        | Totaal gespeeld | Winst België | Gelijk | Winst Bulgarije | Doelsaldo België – Bulgarije |
| ----------------- | --------------- | ------------ | ------ | --------------- | ---------------------------- |
| WK-kwalificatie   | 3               | 1            | 0      | 2               | 6 − 5                        |
| EK-kwalificatie   | 4               | 0            | 2      | 2               | 3 − 7                        |
| Vriendschappelijk | 7               | 5            | 0      | 2               | 14 − 8                       |
| Totaal            | 14              | 6            | 2      | 6               | 23 − 20                      |

Wedstrijden bepaald door strafschoppen worden, in lijn met de FIFA, als een gelijkspel gerekend.